# Palast des Zarmakoye

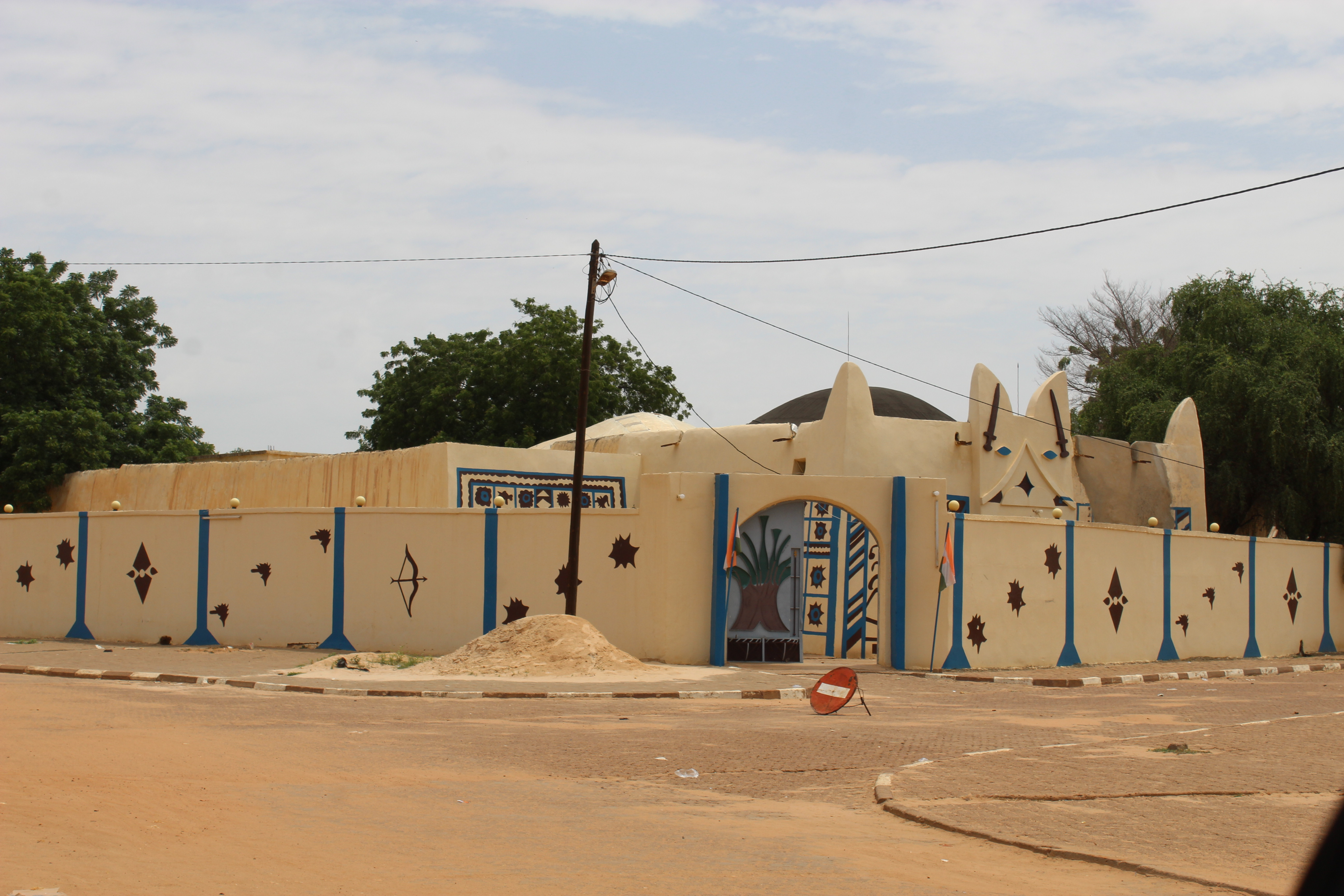
Palast des Zarmakoye (2023)

Der Palast des Zarmakoye ist der Sitz des Sultans von Dosso in Niger.

## Lage und Architektur
Der Palast liegt im Stadtzentrum von Dosso. Das weiße Gebäude ist stadtbildprägend. Gegenüber befindet sich die Große Moschee von Dosso.
Das Palastareal ist von einer Mauer umgeben. Im den Frauen vorbehaltenen Innenhof gibt es einen alten Brunnen, den Dey Zarmakoye. Zarmakoye oder Djermakoye ist der alte Herrschertitel des Sultans von Dosso. Alle seit der Errichtung des Palastes verstorbenen Zarmakoye von Dosso sind hier bestattet, darunter Issoufou Saïdou Djermakoye.

## Geschichte
Die Zarmakoye sind seit dem 15. Jahrhundert die traditionellen Herrscher der Zarma. Im Jahr 1902 wurde der Zarmakoye Aoûta von Dosso dem Herrscher von Maradi gleichgestellt und damit zum mächtigsten Zarma-Herrscher. Unter seiner Regierung wurde 1904 der Palast des Zarmakoye erbaut.
Der Palast ist seit 2006 auf der Tentativliste zum UNESCO-Welterbe in Niger eingetragen. Als der nigrische Staatspräsident Mamadou Tandja 2009 eine in der Verfassung nicht vorgesehene dritte Amtszeit anstrebte, gehörte der Zarmakoye Maidanda zu seinen Unterstützern. Maidanda verlieh Tandja im Juni 2009 den Ehrentitel Mazayaki, der traditionell den Kriegsstrategen des Zarmakoye vorbehalten war. Daraufhin brachen Unruhen aus und Teile des Palastes wurden von Regimegegnern niedergebrannt.